# Goloboffia gonzalezi
Espèce
Goloboffia gonzalezi est une espèce d'araignées mygalomorphes de la famille des Migidae.

## Distribution
Cette espèce est endémique de la région de Coquimbo au Chili,. Elle se rencontre vers La Higuera.

## Description
Le mâle holotype mesure 10,6 mm et la femelle paratype 13,5 mm.

## Étymologie
Cette espèce est nommée en l'honneur de Diego González Rodríguez.

## Publication originale
- Montenegro & Aguilera, 2022 : « Una nueva especie de araña trampilla del género Goloboffia Griswold y Ledford, 2001 (Araneae: Migidae) para la Región de Coquimbo, Chile. » Revista Chilena de Entomología, vol. 48, no 3, p. 549-558.